# Suspended Night
Suspended Nights – album polskiego trębacza jazzowego Tomasza Stańki, nagrany razem z muzykami tworzącymi Tomasz Stańko Quartet.
Nagrania zarejestrowano w Rainbow Studio w Oslo w lipcu 2003. Album wypełniły kompozycje Tomasza Stańki, a dwa nagrania były wspólnymi kompozycjami kwartetu. CD wydany został maju 2004 przez wytwórnię ECM Records (ECM 1868).
Album w Polsce uzyskał certyfikat złotej płyty.

## Lista utworów
| 1.  | „Song for Sarah”                                                        | 5:30    |
|     |                                                                         |         |
| 2.  | „Suspended Variation I”                                                 | 8:52    |
|     |                                                                         |         |
| 3.  | „Suspended Variation II”                                                | 8:24    |
|     |                                                                         |         |
| 4.  | „Suspended Variation III”                                               | 7:13    |
|     |                                                                         |         |
| 5.  | „Suspended Variation IV”                                                | 7:04    |
|     |                                                                         |         |
| 6.  | „Suspended Variation V”                                                 | 4:20    |
|     |                                                                         |         |
| 7.  | „Suspended Variation VI”                                                | 8:54    |
|     |                                                                         |         |
| 8.  | „Suspended Variation VII”                                               | 3:25    |
|     |                                                                         |         |
| 9.  | „Suspended Variation VIII” (Wasilewski, Miśkiewicz, Kurkiewicz, Stańko) | 4:21    |
|     |                                                                         |         |
| 10. | „Suspended Variation IX”                                                | 5:52    |
|     |                                                                         |         |
| 11. | „Suspended Variation X” (Wasilewski, Miśkiewicz, Kurkiewicz, Stańko)    | 4:47    |
|     |                                                                         |         |
|     |                                                                         | 1:08:42 |
|     |                                                                         |         |

## Muzycy
- Tomasz Stańko – trąbka
- Marcin Wasilewski – fortepian
- Sławomir Kurkiewicz – kontrabas
- Michał Miśkiewicz – perkusja

## Informacje uzupełniające
- Producent – Manfred Eicher
- Inżynier dźwięku – Jan Erik Konghaug
- Projekt graficzny – Sascha Kleis
- Okładka – kadr z filmu Histoire(s) De Cinéma Jean-Luca Godarda
- Zdjęcia – Andrzej Tyszko